# Viveca Lindfors
Elsa Viveca Torstensdotter Lindfors, mais conhecida como Viveca Lindfors (Uppsala, 29 de dezembro de 1920 – 25 de outubro de 1995) foi uma renomada atriz de teatro e cinema sueca.

## Biografia
Viveca nasceu em Uppsala, em 1920. Era filha mais nova dos três filhos (duas meninas e um menino) de Karin Emilia Therese (antes Dymling) e Axel Torsten Lindfors, um oficial de artilharia do regimento de Uppland. Quando seu pai percebeu que suas chances de promoção entre os militares em Uppsala eram bastante limitadas, ele pediu baixa com a patente de major e se mudou com a família para Estocolmo, posteriormente se estabelecendo em Lidingö. Ele logo se tornaria escritor, escrevendo principalmente sober esportes e o meio militar
Seu pai criava as filhas com certa rigidez militar, diznedo que filhas de oficiais não choravam. Era comum que as irmãs mais velhas competissem por sua atenção, enquanto a mãe devotava a sua para a filha mais nova. Seu irmão do meio cometeu suicídio bem jovem, tendo convivido com a depressão por vários anos.
Quando criança ela fez balé e começou a se dedicar à atuação. Em 1938, Viveca se matriculou na Dramaten elevskola ou Escola Real de Drama e Teatro, de Estocolmo. Ainda que tivesse se dedicado ao teatro no começo da carreira, com boas críticas por sua protagonista na peça Diana går på jakt, foi apenas no cinema que Viveca começou a chamar a atenção da crítica e do público, não apenas pela beleza, mas por cativar a audiência.

## Carreira
Um de seus primeiros papéis foi em Snurriga familjen (1940), de Thor Modéen. Mas foi por seu papel em Tänk, om jag gifter mig med prästen, em 1941, que ela chamou a atenção da crítica, onde atuou junto de Georg Rydeberg, fazendo par romântico. Sua atuação no cinema sueco foi intensa durante a década de 1940 e ela chamaria a atenção do outro lado do Atlântico. Em 1946, Viveca se mudou para os Estados Unidos depois de ter assinado contrato com a Warner Bros. e começou a trabalhar em Hollywood.
Ela apareceu em mais de cem filmes, incluindo: Night Unto Night, No Sad Songs for Me, Dark City, King of Kings, Creepshow, The Sure Thing, and Stargate. Atuou com atores renomados como Ronald Reagan, Jeffrey Hunter, Charlton Heston, Lizabeth Scott e Errol Flynn. Em 1963, ela apareceu no filme An Affair of the Skin como a amante do personagem de Kevin McCarthy. Trabalhou na televisão, incluindo o episódio de 1959 "O Templo do Swinging Doll" do drama de espionagem da NBC, Five Fingers, estrelado por David Hedison.
Viveca também teve presença marcante na televisão, em geral como atriz convidada. Teve também papéis em minisséries, como Frankenstein's Aunt. Na televisão, sua atividade foi marcante entre 1950 e 1960 e depois entre 1980 e 1990. Em 1990, ela ganhou o Prêmio Emmy por sua participação especial na série Life Goes On. Ela já tinha sido indicada ao Emmy em 1978 por seu papel de atriz coadjuvante no filme A Question of Guilt.
Com uma presença de palco original e fascinante, seus papéis no teatro variaram de Strindberg a Shakespeare e o musical Pal Joey. Em 1962, ela dividiu o Urso de Prata de prêmio de Melhor Atriz com Rita Gam no Festival de Berlim, por suas atuações em Tad Danielewski's No Exit. Entre seus papéis em filmes posteriores, ela talvez seja mais lembrada como a esperta professora esperta Taub in The Sure Thing.

## Vida pessoal
Viveca foi casada quatro vezes: com Harry Hasso, um cineasta sueco; Folke Rogard, um advogado sueco e presidente da Federação Mundial de Xadrez; Don Siegel, diretor de cinema e de televisão e; George Tabori, um escritor, produtor e diretor húngaro. Teve três filhos: dois filhos (John Tabori com Hasso, e o ator Kristoffer Tabori, com Siegel) e uma filha (Lena Tabori, com Rogard).
Em seus últimos anos, ela ensinou atuação na Escola de Artes Visuais de Nova York, e teve um papel de protagonista (essencialmente atuando como ela mesma) em Last Summer in the Hamptons de Henry Jaglom (1995).

## Morte
Viveca morava em Los Angeles, mas estava na Suécia em 1995 para uma turnê de sua nova peça, In search of Strindberg. Ela faleceu em 25 de outubro de 1995, em sua cidade natal, devido a complicações relacionadas com artrite reumatoide, que a afligia havia alguns anos, aos 74 anos. Ela foi sepultada no Cemitério Uppsala Gamla.
Em Nova York, uma celebração foi realizada no Actors Studio, onde Gene Frankel falou para uma plateia sobre seu respeito e carinho pela atriz.

## Filmografia
- 1948 - Adventures of Don Juan - Rainha Margaret
- 1949 - Night Unto Night - Ann Gracie
- 1950 - Dark City - Victoria Winant
- 1950 - Backfire - Lysa Radoff
- 1950 - This Side of The Law
- 1950 - No Sad Songs for Me
- 1951 - Four in a Jeep - Franziska Idinger
- 1951 - Journey Into Light
- 1955 - Moonfleet - Mrs. Minton
- 1955 - Run for Cover - Helga Swenson
- 1958 - I Accuse! - Lucie Dreyfus
- 1959 - Rawhide - Luisa Esquivel Y Hadley (1 episódio)
- 1960 - Johnny Midnight - Simone (no episódio "X Equals Murder")
- 1960 - The Story of Ruth - Eleilat
- 1960 - Weddings and Babies - Bea
- 1961 - King of Kings - Claudia
- 1961 - Tempest - Catarina, a Grande
- 1961 - The Untouchables - Madame Jarreau
- 1961 - Naked City - Lulu Kronen (1 episódio)
- 1961 - The Damned
- 1962 - No Exit
- 1962/64 - The Defenders - Madeline Flanders / (2 episódios)
- 1964 - Voyage to the Bottom of the Sea - Dr. Laura Rettig (1 episódio)
- 1964 - 12 O'Clock High - Nicole Trouchard (1 episódio)
- 1965 - Bonanza - Angela Bergstrom (1 episódio)
- 1965/66 - Ben Casey - Madame Boone / (2 episódios)
- 1967 -The Diary of Anne Frank (TV)
- 1967/69 - The F.B.I. - Eva Bolen / (2 episódios)
- 1970 - The Interns (1 episódio)
- 1972 - A House Without Boundaries
- 1973 - The Way We Were - Paula Reisner
- 1978 - Girlfriends (1978) - Beatrice
- 1979 - Voices - Madame Lemon
- 1982 - Inside the Third Reich (TV) - Cigana
- 1982 - Creepshow - Tia Bedelia
- 1982 - Dynasty - Adriana (1 episódio)
- 1983 - Dies rigorose Leben
- 1984 - Trapper John, M.D. - Zella Korevechi (1 episódio)
- 1984 - Passions - Lila
- 1985 - The Sure Thing - Professora Taub
- 1987 - Frankenstein's Aunt (TV) - Hannah von Frankenstein
- 1987 - Rachel River - Harriet White
- 1988 - The Ann Jillian Story (TV) - mãe de Ann
- 1990 - China Beach - Ilsa (1 episódio)
- 1990 - The Exorcist III - Enfermeira sem nome
- 1993 - Law & Order - Helga Holtz (1 episódio)
- 1994 - Stargate - Dra. Catherine Langford
- 1995 - Last Summer in the Hamptons - Helena Mora

## Principais apresentações no palco
- 1952 - I've Got Sixpence - Inez Cabral
- 1954/55 - Anastasia - Anna
- 1956 - Miss Julie - Senhora Julie and The Stronger - Senhora Y
- 1956 - King Lear - Cordelia
- 1963 - Pal Joey - Vera Simpson
- 1965 - Postmark Zero
- 1971 - Dance of Death - Alice